# Директна пракса
Директна пракса је појам који користе социјални радници како би указали на свој распон професионалних активности у корист клијента у којима се циљеви постижу кроз лични контакт и директан утицај са особама које се обраћају социјалним службама.